# The Fox and the Crow
The Fox and the Crow  fue una serie de animación creada por Frank Tashlin en 1941 para el estudio Screen Gems. Continuada luego por otros directores durante toda la década de 1940, sus personajes fueron adaptados a historieta por la compañía DC Comics. Los personajes, el refinado pero crédulo Fauntleroy Fox y el astuto Crawford Crow, aparecieron en una serie de cortos animados publicados por Screen Gems a través de su empresa matriz, Columbia Pictures, y fueron los dibujos animados más famosos del estudio.

## Filmografía

#### Screen Gems
| Corto                       | Director       | Lanzamiento              | Notas                                                                                   |
| --------------------------- | -------------- | ------------------------ | --------------------------------------------------------------------------------------- |
| The Fox and the Grapes      | Frank Tashlin  | 5 de diciembre de 1941   | Primera aparición del Zorro y el cuervo.                                                |
| Woodman, Spare that Tree    | Bob Wickersham | 2 de julio de 1942       |                                                                                         |
| Toll Bridge Troubles        | Bob Wickersham | 27 de noviembre de 1942  |                                                                                         |
| Slay It with Flowers        | Bob Wickersham | 8 de enero de 1943       | El único corto de The fox and crow que no se reeditó.                                   |
| Plenty Below Zero           | Bob Wickersham | 14 de mayo de 1943       |                                                                                         |
| A-Hunting We Won't Go       | Bob Wickersham | 23 de agosto de 1943     | Último corto de The fox and crow en la serie Color Rhapsodies hasta su regreso en 1949. |
| Room and Bored              | Bob Wickersham | 30 de septiembre de 1943 | Primer corto de la serie regular.                                                       |
| Way Down Yonder in the Corn | Bob Wickersham | 25 de noviembre de 1943  |                                                                                         |
| The Dream Kids              | Bob Wickersham | 5 de enero de 1944       |                                                                                         |
| Mr. Moocher                 | Bob Wickersham | 8 de septiembre de 1944  |                                                                                         |
| Be Patient, Patient         | Bob Wickersham | 27 de octubre de 1944    |                                                                                         |
| The Egg-Yegg                | Bob Wickersham | 8 de diciembre de 1944   |                                                                                         |
| Ku-Ku Nutz                  | Bob Wickersham | 30 de marzo de 1945      |                                                                                         |
| Treasure Jest               | Howard Swift   | 30 de agosto de 1945     |                                                                                         |
| Phoney Baloney              | Bob Wickersham | 13 de septiembre de 1945 |                                                                                         |
| Foxy Flatfoots              | Bob Wickersham | 11 de abril de 1946      |                                                                                         |
| Unsure Runts                | Howard Swift   | 16 de mayo de 1946       |                                                                                         |
| Mysto Fox                   | Bob Wickersham | 29 de agosto de 1946     |                                                                                         |
| Tooth or Consequences       | Howard Swift   | 15 de junio de 1947      | La única aparición de Fox and Crow en la serie Phantasies.                              |
| Grape Nutty                 | Alex Lovy      | 14 de abril de 1949      | Corto final de Fox and Crow producida en el estudio Screen Gems.                        |

#### UPA
| Corto           | Director    | Lanzamiento             | Notas                                                                    |
| --------------- | ----------- | ----------------------- | ------------------------------------------------------------------------ |
| Robin Hoodlum   | John Hubley | 23 de diciembre de 1948 | Primer corto producido por UPA y primer corto en la serie Jolly Frolics. |
| The Magic Fluke | John Hubley | 27 de marzo de 1949     |                                                                          |
| Punchy de Leon  | John Hubley | 12 de enero de 1950     | Última aparición del zorro y el cuervo en la serie Jolly Frolics.        |

## Adaptación a historieta
El dúo logró su propia cabecera, The Fox and the Crow, que retuvo durante 108 números (01/1952 - 03/1968) antes de ser renombrada como Stanley y su monstruo, título de otra de las series que contenía. También presentaba las aventuras de otros personajes como Tito y su burrito, Flippity y Flop y Los Tres Mosqueteros.
La editorial mexicana Novaro tradujo ese material al español, y publicó 668 números en su Serie Clásica, 22 en su Serie Avestruz y un número extraordinario el 1 de diciembre de 1965. En esas traducciones, la serie se llamaba La Zorra y el Cuervo, y el Cuervo llamaba al otro personaje «Zorri».